# Kanal Avrupa
Kanal Avrupa (deutsch: Kanal Europa) ist ein Fernsehsender, der europaweit ein 24-stündiges unterhaltungsorientiertes Fernsehspartenprogramm in türkischer Sprache aussendet. Kanal Avrupa ist ein Unternehmen der Akbaş Media Company. Gegründet wurde der Sender Anfang 2005 in Duisburg.

## Allgemeines
Veranstalter des Senders war zunächst die Akbas Media Company GmbH, die zu 55 % Osman Akbas und zu 45 % Ali Pasa Akbas gehört. Geschäftsführer sind Ali Osman Akbas und Ali Pasa Akbas. Der Sender hat inzwischen neue Eigentümer.
Das Programm besteht zu 70 Prozent aus türkischen Musikvideos und zu 30 Prozent aus Nachrichten, Live-Sendungen und Dokumentationen. Der Sendebetrieb wurde am 10. Januar 2005 aufgenommen. Zielklientel ist die Altersgruppe der 17- bis 47-jährigen türkischsprachigen Europäer. Der Sender sendet aus einem alten Autohaus nahe beim Duisburger Hafen.
In seinen Dokumentationen und Live-Sendungen werden Migrationsthemen wie etwa die Jugendarbeitslosigkeit und die Sprachproblematik vieler Ausländer aufgegriffen.

## Verbreitungswege
Die Ausstrahlung erfolgt über den Satelliten Eurasiasat1 (Türksat 2A).
Frequenz: TÜRKSAT 4A FQ: 12729, SR 30000, POL: V FEC 2/3

## Sendungen
Folgende Sendungen werden von Kanal Avrupa produziert und ausgestrahlt (Auswahl):
- Ateş Çemberi (Der Feuerring)
- Bakış Açısı (Der Blickwinkel)
- Bir Türkü Söyle (Singe ein Lied)
- Karadeniz Show (Schwarzmeershow)
- Ay Dost (Mondfreunde)
- Şarkılarla Pazar Keyfi (Sonntagsfest mit Liedern)
- Karaelmas (Schwarzer Diamant)
- Tümence (Tümenisch)
- Ay Işığı (Das Mondlicht)
- Damlalar (Die Tropfen)
- Klip Saati (Clips)
- Anadolu Diyarı (Region Anatolien)
- Adım Adım Avrupa (Schritt für Schritt Europa)
- Türkülü Klipler (Musikclips)
- Dört Eğilim (Vier Sehen)
- Önülden Gönüllere (Önülden zu Herzen)
- Siir Türkü Tadinda
- Kirilan Kalpler
- Zeki Erdem Show
- Yakamoz Geceleri
- Sivil Inisiyatif
- Avrupa Baskısı
- Yüz Yüze